# صیقل دادن

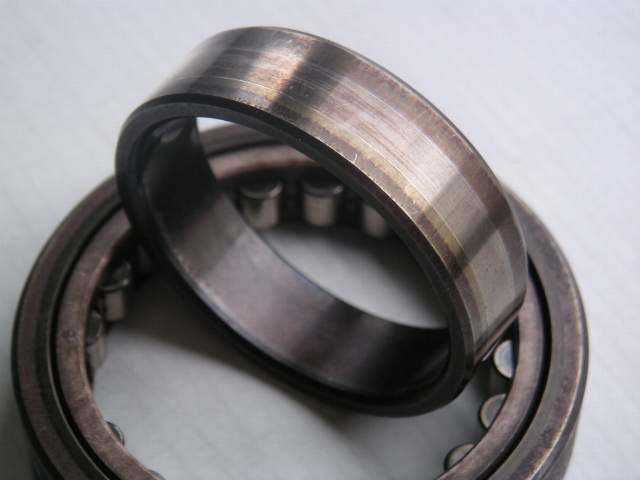
راهروی داخلی این غلتک توسط غلتک بلبرینگ جلا داده شده‌است.

صیقل دادن تغییر شکل پلاستیکی یک سطح در اثر تماس لغزشی با جسم دیگر است. سطح را صاف می‌کند و آن را درخشان‌تر می‌کند. اگر تنش تماسی به صورت موضعی از مقاومت تسلیم ماده بیش‌تر شود، صیقل دیدگی ممکن است روی هر سطح لغزشی ایجاد شود. این پدیده می‌تواند هم به صورت غیرعمدی به عنوان یک حالت شکست و هم به صورت هدفمند به عنوان بخشی از یک فرایند تولید رخ دهد. این یک عمل فشرده سازی تحت عملیات سرد است.

## مکانیک

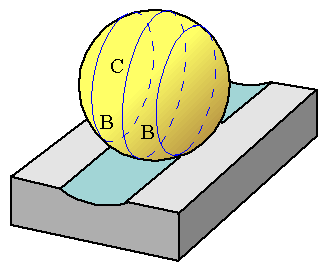
توپ کانال را از طریق یک صفحه مسطح حک می‌کند.

کنش یک توپ سخت شده در مجاورت یک صفحه نرم مسطح، فرایند صیقل دادن را نشان می‌دهد. اگر توپ مستقیماً به صفحه فشار داده شود، در هر دو جسم در اطراف ناحیه‌ای که با آن‌ها تماس دارند، تنش ایجاد می‌شود. با افزایش این نیروی طبیعی، هم سطح توپ و هم سطح صفحه تغییر شکل می‌دهند.
تغییر شکل حاصل از توپ سخت شده با میزان نیرویی که به آن فشار می‌آورد افزایش می‌یابد. اگر نیروی وارد شده کم باشد، وقتی نیرو آزاد شود، سطح توپ سطح و صفحه به شکل اولیه و تغییر شکل نیافته خود بازمی‌گردند. در این حالت، تنش‌های موجود در صفحه همیشه کمتر از استحکام تسلیم ماده است، بنابراین تغییر شکل کاملاً الاستیک است. از آنجایی که ذکر شد صفحه صاف نرم‌تر از توپ است، سطح صفحه همیشه تغییر شکل بیشتری خواهد داشت.

تغییر شکل الاستیک (A) و تغییر شکل پلاستیک (B)

در صورت استفاده از نیروی بزرگتر، تغییر شکل پلاستیک نیز ایجاد می‌شود و سطح جسم برای همیشه تغییر می‌کند. یک تورفتگی کاسه‌ای شکل پشت‌سر باقی می‌ماند که توسط حلقه‌ای از مواد برجسته احاطه شده و توسط توپ جابجا شده‌است. تنش‌های بین توپ و صفحه با جزئیات بیشتر توسط نظریه تنش هرتزی توضیح داده شده‌است.
کشیدن توپ روی صفحه تأثیر متفاوتی با پرس کردن خواهد داشت. در آن صورت، نیروی وارد بر توپ را می‌توان به دو نیروی جزئی تجزیه کرد: یکی نرمال به سطح صفحه، که آن را به داخل فشار می‌دهد، و دیگری مماسی که آن را به امتداد می‌کشد. با افزایش مولفه مماسی، توپ شروع به سر خوردن در امتداد صفحه می‌کند. در همان زمان، نیروی عادی هر دو جسم را تغییر شکل می‌دهد، درست مانند وضعیت ایستا. اگر نیروی نرمال کم باشد، توپ به صفحه ساییده می‌شود اما سطح آن را برای همیشه تغییر نمی‌دهد. عمل مالش باعث ایجاد اصطکاک و گرما می‌شود، اما اثری روی صفحه باقی نمی‌گذارد. با این حال، با افزایش نیروی نرمال، در نهایت تنش‌های موجود در سطح صفحه از قدرت تسلیم آن فراتر می‌رود. هنگامی که این اتفاق می‌افتد، توپ از طریق سطح شخم زده شده و در پشت آن یک فرورفتگی ایجاد می‌کند. عمل شخم زدن توپ همان صیقل دادن است.

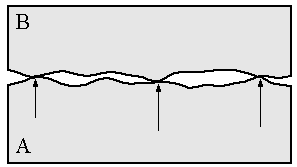
پس از بزرگنمایی، دو صفحه مسطح فقط در چند زاویه با هم تماس دارند.

صیقل در سطوحی که با یکدیگر مطابقت دارند، مثل بین دو صفحه مسطح نیز رخ می‌دهد، اما در مقیاس میکروسکوپی اتفاق می‌افتد. حتی صاف‌ترین سطوح نیز اگر با بزرگنمایی به اندازه کافی بالا مشاهده شوند، دارای نقص خواهند بود. عیوبی که در بالا به فرم کلی یک سطح تعمیم داده شد سختی نامیده می‌شوند، و آن‌ها می‌توانند بر روی یک سطح دیگر درست مثل کشیده شدن یک توپ در امتداد صفحه، مواد را شخم بزنند. اثر ترکیبی بسیاری از این سختی‌ها باعث ایجاد بافت تار می‌شود که با صیقل شدن همراه است.

## تأثیر بر اجزای مکانیکی
صیقل دادن به‌طور معمول در اجزای مکانیکی به دلایل مختلف نامطلوب است، گاهی اوقات فقط به این دلیل که اثرات آن غیرقابل پیش‌بینی است. حتی صیقل دادن سبک به‌طور چشمگیری سطح یک قطعه را تغییر می‌دهد. در ابتدا روکش صاف‌تر خواهد شد، اما با حرکات اصطکاکی مکرر، شیارهایی روی سطح در راستای جهت لغزش ایجاد می‌شوند. تغییر شکل پلاستیک مرتبط با صیقل دادن سطح را سخت می‌کند و باعث ایجاد تنش‌های پسماند فشاری می‌شود. اگرچه این خواص معمولاً سودمند هستند، اما جلای بیش از حد منجر به ترک‌های زیرسطحی می‌شود که باعث پوسته پوسته شدن می‌شود، پدیده‌ای که در آن لایه بالایی سطح از مواد حجیم جدا می‌شود.
صیقل دادن ممکن است بر عملکرد دستگاه نیز تأثیر بگذارد. تغییر شکل پلاستیک مرتبط با صیقل دادن، گرما و اصطکاک بیشتری نسبت به مالش به تنهایی ایجاد می‌کند. این امر کارایی دستگاه را کاهش می‌دهد و سرعت آن را محدود می‌کند. علاوه بر این، تغییر شکل پلاستیک، شکل و هندسه قطعه را تغییر می‌دهد. این امر باعث کاهش دقت و درستی دستگاه می‌شود. ترکیبی از اصطکاک بالاتر و شکل تخریب شده اغلب منجر به یک وضعیت فرار می‌شود که به‌طور مداوم بدتر می‌شود تا زمانی که قطعه از کار بیفتد.
برای پیشگیری از صیقل دیدگی مخرب، باید از اصطکاک خودداری کرد و در موقعیت‌های غلتشی، بارها باید زیر حد نهایی پوسته شدن باشند. در قسمت‌هایی از ماشین که نسبت به یکدیگر دچار اصطکاک می‌شوند، می‌توان رولبرینگ‌ها را طوری وارد کرد که قطعات به جای لغزش در تماس غلتشی باشند. اگر نمی‌توان از لغزش پیشگیری کرد، باید یک روان‌کننده بین اجزاء اضافه شود. هدف روان‌کننده در اینجا جدا کردن اجزا با یک لایه روان‌کننده است تا با هم در تماس نباشند. روان‌کننده همچنین بار را در یک منطقه وسیع‌تر توزیع می‌کند، به‌طوری که نیروهای تماس در آن محل آنقدر زیاد نیستند. در صورتی که روان‌کننده از قبل وجود داشته باشد، ضخامت لایه آن باید را افزایش داد. این کار را می‌توان با افزایش ویسکوزیته روان‌کننده انجام داد.

## در تولید
صیقل دادن همیشه نامطلوب نیست. اگر به صورت کنترل شده رخ دهد، می‌تواند اثرات مطلوبی داشته باشد. فرایندهای سنگ‌زنی در تولید برای بهبود اندازه، شکل، پرداخت سطح یا سختی سطح قطعه کار استفاده می‌شود. در اصل این یک عمل شکل دهی است که در مقیاس کوچک اتفاق می‌افتد. مزایای صیقل دادن اغلب شامل مبارزه با شکست فرسودگی، جلوگیری از خوردگی و خوردگی تنشی، بافت دهی سطوح برای از بین بردن عیوب بصری، بستن تخلخل، ایجاد تنش پسماند فشاری سطح است.
اشکال مختلفی از فرایندهای انواع صیقل دادن وجود دارد، رایج‌ترین آن چکش غلتکی و توپ صیقل است. در هر دو مورد، یک ابزار صیقل دهنده روی قطعه کار می‌رود و سطح آن را به صورت پلاستیکی تغییر شکل می‌دهد. در برخی از موارد مورد دوم، مالش می‌یابد، در حالت اول معمولاً می‌چرخد و می‌غلتد. قطعه کار ممکن است در دمای محیط باشد، یا برای کاهش نیروها و ساییدگی ابزار، حرارت داده شود. این ابزار معمولاً سخت شده و با مواد خاصی پوشانده می‌شود تا عمر آن افزایش یابد.
صیقل دادن با توپ، جایگزینی برای سایر عملیات تکمیل حفره مانند؛ ساییدن، سنگ زنی یا جلا دادن است. ابزار جلا سازی از یک یا چند توپ بزرگ تشکیل شده‌است که از طریق یک سوراخ رانده می‌شوند. این ابزار شبیه سوهان است، اما به جای بریدن مواد، آن را از سر راه شخم می‌زند.
صیقل دادن با توپ نیز به عنوان یک عملیات برش‌زدایی مورد استفاده قرار می‌گیرد. به خصوص برای از بین بردن برآمدگی در وسط سوراخی که از دو طرف دارای حفره است مفید است.
گاهی اوقات از ابزارهای صیقل دهی نوع دیگری در مراکز سی ان سی برای انجام عملیات سریع با دماغه گلوله‌ای استفاده می‌شود: توپ سخت شده در امتداد مسیر زیگ زاگی در نگهدارنده‌ای شبیه به قلم توپی بکار می‌رود، با این تفاوت که «جوهر» روان‌کننده تحت فشار و بازیافتی است. این ترکیبی از بهره‌وری یک نتیجه ماشین‌کاری شده‌است که با برش نیمه تمام به دست می‌آید، با نتیجه بهتری نسبت به برش‌های آهسته و زمان‌بر.
صیقل غلتکی یا غلتش سطحی روی قطعات کار استوانه‌ای، مخروطی یا دیسکی شکل استفاده می‌شود. این ابزار شبیه یک یاتاقان غلتکی است، اما غلتک‌ها عموماً کمی مخروطی هستند تا بتوان قطر پاکت آن‌ها را به دقت تنظیم کرد. غلتک‌ها معمولاً در داخل یک قفس می‌چرخند، مانند یک غلتک یاتاقان. کاربردهای معمول آن برای روکش کاری غلتکی شامل اجزای سیستم هیدرولیک، میله شفت و سطوح آب‌بندی است. کنترل بسیار دقیق اندازه را می‌توان با آن اعمال کرد.
صیقل دیدگی نیز تا حدودی در فرایندهای ماشینکاری رخ می‌دهد. در تراشکاری، اگر ابزار برش تیز نباشد، اگر از زاویه چنگک منفی زیاد استفاده شود، اگر از عمق بسیار کم برش استفاده شود، یا اگر ماده قطعه کار صمغی باشد، صیقل دیدگی اتفاق می‌افتد. با فرسودگی، ابزار برش صاف‌تر می‌شود و اثر صیقل نمایان‌تر می‌شود. در آسیاب، از آنجایی که دانه‌های ساینده به‌طور تصادفی جهت‌گیری می‌کنند و برخی تیز نیستند، همیشه مقداری صیقل دیدگی وجود دارد. این یکی از دلایلی است که آسیاب کارایی کمتری دارد و گرمای بیشتری نسبت به چرخش تولید می‌کند. در حفاری، صیقل دادن با مته‌هایی انجام می‌شود که دارای شیارهایی برای ساییدن مواد در حین مته زدن هستند. مته‌های چرخشی معمولی یا مته‌های فلوت‌دار مستقیم دارای ۲ شیار برای هدایت آن‌ها از سوراخ هستند. در مته‌های صیقل دهنده ۴ یا بیشتر شیار وجود دارد، شبیه به ریمورها.
چیدمان صیقلی که با نام‌های فلاش، جیپسی یا شات نیز شناخته می‌شود، مجموعه‌ای از تکنیک‌ها است که در سنگ‌سازی مورد استفاده قرار می‌گیرد. فضایی حفر می‌شود و در آن سنگی به‌طوری که کمربند سنگ، نقطه حداکثر قطر، درست زیر سطح فلز باشد وارد می‌شود. از یک ابزار صیقل دهنده برای اعمال فشار فلز به دور تا دور سنگ استفاده می‌شود تا سنگ را نگه دارد و ظاهری یکدست بدهد و یک لبه صیقل داده شده در اطراف آن وجود دارد. این نوع چیدمان تاریخچه طولانی دارد اما در جواهرات معاصر در حال ظهور است.